# موز (جنس)
المَوْز  (الاسم العلمي: Musa) هو جنس من النباتات يتبع الفصيلة الموزية من رتبة الزنجبيليات. ويضم هذا الجنس أكثر من 78 نوعًا منها مختلفة الاستعمالات. ويرجح أن يكون هذا الاسم قد انتقل من اللغة العربية إلى اللغات الأوروبية في الماضي. ويعتبر نبات الموز من الأشجار المغذية لقشريات الجناح مثل اليرقات.

## أنواع نبات الموز
- موز محمر
- موز أخضر
- موز أصفر
- موز أليف الجبال
- موز بانكسي
- موز برتقالي
- موز بنفسجي
- موز بورنيوني
- موز بيكاري
- موز جميل
- موز حديباتي
- موز حقلي
- موز دموي
- موز زغبي
- موز سكيمي
- موز سناني
- موز سولاوسي
- موز سيامي
- موز صغير
- موز طومسوني
- موز عزيزي
- موز غريب
- موز فردوسي
- موز قرمزي
- موز ماني
- موز مخملي
- موز مزين
- موز مستدق
- موز مشقوق الثمار
- موز مغروي
- موز ناحل
- موز نسيجي
- موز وردي
- موز يوناني

## وصلات خارجية
- صور لأشجار الموز
- نقاش مفصل عن الموز